# خضر حاجويان
خضر هاجويان (مواليد ٤ كانون الأول ١٩٩٠)، هو رئيس الاتحاد الوطني الإيزيدي ومدير صحيفة "إيزيدخانَه"، الصحيفة الرسمية للاتحاد.

## شبابه
تخرّج عام ٢٠٠٧ من مدرسة زوفوني الثانوية، التي تحمل اسم ر. باغداساريان، وقُبل في العام ذاته في كلية الحقوق بجامعة يريفان الحكومية. ومنذ عام ٢٠٠٨، انخرط في الحياة العامة، وشارك في العديد من البرامج والمهرجانات المحلية والدولية، ممثلاً الثقافة الإيزيدية والدين واللغة والتاريخ والتقاليد.
من ١٢ أيار ٢٠١٠ حتى عام ٢٠٢١، شغل منصب رئيس تحرير صحيفة "إيزيدخانَه". وفي ٢٨ حزيران ٢٠١١، عُيِّن نائبًا أول لرئيس الاتحاد الوطني للإيزيديين. تخرّج من كلية الحقوق بجامعة يريفان عام ٢٠١٣، ثم نال درجة الماجستير في علم الآثار من الجامعة نفسها عام ٢٠١٥.
شارك في برامج دولية متنوّعة تتعلّق بالتنمية القانونية والاجتماعية والحوار بين الثقافات. وفي أوقات فراغه، يؤلّف ويكتب كلمات وألحانًا لعدد من الأغاني الإيزيدية المعروفة. وهو من مؤسسي قناة "إيزيدخان" التلفزيونية، ويرأس فرعها في أرمينيا. وبالاشتراك مع الزعيم عزيز تامويان وحسن تامويان، ألّف كتبًا مدرسية للصفين الخامس والحادي عشر، منها كتاب "اللغة والأدب الإيزيدي".
خضر هاجويان هو حفيد عزيز تامويان. وكان حفيده ويده اليمنى.

## النشاط الاجتماعي والسياسي
منذ ٣ آب ٢٠١٤، شارك بفعالية في جهود منع العنف ضد الإيزيديين في العراق، والسعي للاعتراف بالإبادة الجماعية التي تعرّضوا لها وإدانتها. في هذا السياق، زار عددًا من الدول الأوروبية، ووطّد علاقات مع منظمات وشخصيات إيزيدية، بما في ذلك وفد إيزيدي في الهند، حيث التقى بوزير الخارجية الهندي وعدد من القادة المهتمين بدعم اللاجئين الإيزيديين.
أقام أيضًا علاقات مع منظمات إيزيدية في العراق، وأوروبا، وروسيا الاتحادية، والولايات المتحدة، وكندا، وجورجيا.
كرّس خضر هاجويان حياته للحفاظ على هوية الشعب الإيزيدي، وتعزيز الصداقة الأرمنية-الإيزيدية. وفي هذا الإطار، عُرض فيلم وثائقي مخصص لعزيز تامويان يوم ٢٢ شباط ٢٠٢١، وذلك خلال مؤتمر الاتحاد الوطني للإيزيديين الذي انعقد في سينما موسكفا بالعاصمة يريفان. خلال المؤتمر، عُرضت رسائل مصوّرة لقادة منظمات إيزيدية دولية لم يتمكّنوا من الحضور.
من بين الرسائل، كانت هناك رسائل خاصة من الزعيم الروحي للإيزيديين أمير شنكال مير نايف بن داود، ورئيس الجالية الإيزيدية في كندا ميرزا إسماعيل، وقائد المفرزة العسكرية الإيزيدية في العراق علي عيسى (هال علي)، ونائب رئيس الحزب التقدمي الإيزيدي في العراق عمار كتون. كما عرضت رسائل من قادة المنظمات الإيزيدية في ألمانيا، والسويد، وفرنسا، وروسيا.
وشارك في المؤتمر عدد من الشخصيات البارزة، منهم رستم شامويان، سوريك هاجويان، آيسر إيسايان، برو حسنيان (زعيم رعاية إيزيديي أرمينيا)، هاملت هاجويان، والنائب عن حزب أرمينيا المزدهرة أرمان أبوفيان، وممثل حزب الطاشناق آرتسفيك ميناسيان، ورئيس إدارة الشؤون الدينية والأقليات في الحكومة الأرمنية فاردان أساتريان، والأستاذ الدكتور جارنيك أساتريان.
في كلمته خلال المؤتمر، أشار خضر هاجويان (تامويان) إلى أن الإرث الذي تركه عزيز تامويان يظلّ شاهدًا على حضوره الأبدي. وأكّد أن الانتخابات لم تكن طموحًا شخصيًا بل وسيلة للحفاظ على حقوق الإيزيديين، ودينهم، ولغتهم، وقيمهم الثقافية والوطنية، وتعزيز الصداقة الأرمنية-الإيزيدية الممتدّة عبر القرون. وقال: "تأكدوا أن جميع مشاكلنا قابلة للحل، وأن الصعوبات لا يمكن تجاوزها إلا بوحدتنا وقوتنا المشتركة.
الطريق أمامنا ليس سهلًا، لكن وطنيتكم والتزامكم بالحفاظ على قيمنا يمنحني القوة للاستمرار في أداء العمل المقدّس الذي ورثناه من ذكرى عزيز تامويان وأنصاره، بطاقة متجددة. فلنتّحد ونقف معًا دفاعًا عن حقوقنا". واختتم خطابه بالقول: "بيجي إيزيديهان، دكتور أرمينيا، دكتور تسفاكا إيزيدية وأرمينيا، هول، هول، خولا سلطان إيزيدي سور (عاشت إيزيديهان، عاشت أرمينيا، عاشت الوحدة الأرمنية الإيزيدية)".